# Drăgoești (gmina w okręgu Jałomica)
Drăgoești – gmina w Rumunii, w okręgu Jałomica. Obejmuje miejscowości Chiroiu-Pământeni, Chiroiu-Satu Nou, Chiroiu-Ungureni, Drăgoești i Valea Bisericii. W 2011 roku liczyła 1082 mieszkańców. 